# 58-as busz (Budapest)
A budapesti 58-as jelzésű autóbusz a Móricz Zsigmond körtér és a Balatoni út / Háros utca között közlekedik. A viszonylatot az ArrivaBus üzemelteti.

## Története
1953. október 5-én 58-as jelzéssel új buszjáratot indítottak Budafok, Kossuth Lajos utca és Budafok, Szondi utca között. 1965. január 25-én meghosszabbították a Balatoni útig. 1984. március 15-én a Budafoki térre (Savoyai Jenő tér) került át a másik végállomása. 2001. szeptember 1-jétől a VT-Transman MAN SL 223-as buszai közlekedtek a vonalon. 2004. december 1-jén meghosszabbították a Savoya Parkig. 2013. január 5-én bevezették a járaton az első ajtós felszállási rendet.
2014. március 29-étől, az M4-es metróvonal átadásával útvonalát Kelenföld vasútállomásig hosszabbították, útközben a módosuló 141-es busz kimaradó megállóit pótolta, a Savoya Parkot pedig nem érintette.
2016. június 4-étől meghosszabbított útvonalon, Újbuda-központig közlekedik, kiszolgálva a módosuló 154-es kimaradó megállóit.
2017. november 12-étől 2019. május 22-éig az Etele út Bártfai utca és Fehérvári út közötti szakaszának egyirányúsítása miatt a Jégmadár utca felé terelve, a Tétényi út–Andor utca–Than Károly utca–Gyergyótölgyes utca útvonalon közlekedett. Útvonala Újbuda-központ felé változatlan.
2022. február 5-éig az autóbusz Újbuda-központ és a Jégmadár utca között közlekedett.
2022. február 5-étől útépítési munkálatok miatt terelt útvonalon, a Móricz Zsigmond körtérig meghosszabbodva közlekedett. Március 5-én útvonala a Balatoni út és a Háros utca kereszteződéséig hosszabbodott. Útvonalát 2022. június 16-án véglegesen a Móricz Zsigmond körtérig hosszabbították.

## Útvonala
| Balatoni út / Háros utca felé |
| Móricz Zsigmond körtér M vá. – Karinthy Frigyes út – Budafoki út – Október huszonharmadika utca – Bocskai út – Kosztolányi Dezső tér – Bartók Béla út – Tétényi út – Etele út – Etele tér – Etele út – Hadak útja – Borszéki utca – Hajtány sor – Egér út – Bazsalikom utca – Kecskeméti József utca – Duránci utca – Hunyadi Mátyás út – Kővirág sor – Ady Endre út – Anna utca – Leányka utca – Kossuth Lajos utca – Tóth József utca – Temető utca – Mező utca – Gádor utca – Háros utca – Balatoni út / Háros utca vá. |
| Móricz Zsigmond körtér felé |
| Balatoni út / Háros utca vá. – Háros utca – Balatoni úti körforgalom – Háros utca – Gádor utca – Mező utca – Ferenc utca – Pannónia utca – Tóth József utca – Mária Terézia út – Leányka utca – Kővirág sor – Hunyadi Mátyás út – Duránci utca – Gépész utca – Bazsalikom utca – Egér út – Hajtány sor – Borszéki utca – Hadak útja – Etele út – Etele tér – Etele út – Tétényi út – Bartók Béla út – Kosztolányi Dezső tér – Bartók Béla út – Móricz Zsigmond körtér – Karinthy Frigyes út – Móricz Zsigmond körtér M vá. |

## Megállóhelyei
| 0  | Móricz Zsigmond körtér M végállomás | 38 | 7, 27, 33, 33A, 114, 213, 214, 240 6, 17, 19, 41, 47, 48, 49, 56, 56A, 61 |
| ∫  | Móricz Zsigmond körtér M            | 36 | 7, 27, 33, 33A, 114, 213, 214, 240 6, 17, 19, 41, 47, 48, 49, 56, 56A, 61 |
| 3  | Újbuda-központ M                    | ∫  | 4, 17, 41, 47, 48, 56 33, 53, 150, 150B, 153, 154, 212, 212A, 212B 1172, 1173, 1174, 1175, 1176, 1177, 1183, 1184, 1185, 1188, 1189, 1190, 1193, 1194, 1201, 1205, 1212, 1215, 1216, 1229, 1251, 1253, 1254, 1257, 1268 |
| 6  | Kosztolányi Dezső tér               | 34 | 19, 49 7, 53, 114, 150, 150B, 153, 154, 212, 212A, 212B, 213, 214, 240 |
| 8  | Karolina út                         | 32 | 19, 49 7, 114, 153, 213, 214 |
| 9  | Szent Imre Kórház                   | 30 | 7, 114, 153, 213, 214 |
| 10 | Tétényi út 30.                      | 29 | 7, 114, 153, 213, 214 |
| 10 | Bikás park M                        | 28 | 1 7, 114, 153, 213, 214 689, 691 |
| 11 | Bártfai utca                        | 26 | 1 |
| 13 | Kelenföld vasútállomás M            | 25 | 1, 19, 49 8E, 40, 40B, 40E, 53, 87, 87A, 88, 88A, 101B, 101E, 108E, 141, 150, 150B, 153, 154, 172, 173, 187, 188, 188E, 250, 250B, 251, 251A, 251E, 272 689, 691, 710, 712, 715, 720, 722, 724, 725, 727, 731, 732, 734, 735, 736, 760, 762, 763, 764, 767, 770, 774, 775, 778, 779, 798, 799 S10 G10 S12 S30 G30 Z30 S34 S35 S36 S40 G40 Z40 S42 Z42 G43 G44 IC, EC, EN, sebesvonat, gyorsvonat, expresszvonat, |
| 14 | Than Károly utca                    | 24 | |
| 15 | Borszéki utca                       | 23 | 710, 712, 715, 720, 722, 724, 732, 734, 735, 736, 760, 762, 767 |
| 16 | Hajtány sor                         | 22 | 153 |
| 17 | Gépész utca                         | ∫  | 153 |
| ∫  | Gépész utca                         | 20 | 153 |
| 18 | Torma utca                          | ∫  | 153 |
| 19 | Kecskeméti József utca              | ∫  | 153 |
| 20 | Duránci utca                        | 20 | 153 |
| 21 | Narancs utca                        | 18 | |
| 22 | Állvány utca                        | 18 | |
| 23 | Albertfalva vasútállomás            | 17 | 7, 114, 213, 214 17, 41, 47, 48, 56 S30 G30 S34 S35 S36 |
| 24 | Méhész utca                         | ∫  | |
| 25 | Ady Endre út                        | 15 | 41, 47, 56 |
| 26 | Vihar utca                          | ∫  | 47, 56 |
| ∫  | Leányka utcai lakótelep             | 14 | 33, 114, 133E, 141, 158, 213, 214, 250, 251 47, 56 |
| 28 | Savoyai Jenő tér                    | 12 | 33, 114, 133E, 141, 158, 213, 214, 250, 250B, 251, 251A, 251E 47, 56 |
| 30 | Városház tér                        | 12 | 33, 114, 133E, 141, 158, 213, 214, 250, 250B, 251, 251A, 251E 47, 56 S30 G30 S34 S35 S36 S40 S42 G43 G44 (Budafok megállóhely) |
| 31 | Tóth József utca                    | 10 | 33, 114, 141, 158, 213, 214, 250, 250B |
| 32 | Kereszt utca                        | ∫  | 141, 158, 250, 250B |
| 33 | Budafoki temető                     | ∫  | 158, 250, 250B |
| ∫  | Komló utca                          | 9  | 141, 158, 250, 250B |
| ∫  | Mező utca                           | 7  | 158, 250, 250B |
| 34 | Víg utca (Sporttelep)               | 6  | 158, 250, 250B |
| 35 | Lőcsei utca                         | 6  | 158, 250, 250B |
| 36 | Arató utca                          | 5  | 158 |
| 36 | Kazinczy utca                       | 4  | 158 |
| 37 | Karácsony utca                      | 3  | 158 |
| 38 | Liszt Ferenc út                     | 2  | 141, 158 |
| 38 | Jégmadár utca                       | 1  | 101B, 101E, 141, 150, 150B, 158 710, 712, 720, 722 |
| ∫  | Balatoni út / Háros utca            | 1  | 141, 150, 150B, 158 |
| 39 | Balatoni út / Háros utca végállomás | 0  | 141, 150, 150B, 158 |